# Барятинско-Сухиничская возвышенность
Барятинско-Сухиничская возвышенность — эродированная и переработанная территория ледникового происхождения на территории Калужской области России. Расположена между Среднерусской (со средними высотами в пределах региона выше 200 м и максимальной отметкой 275 м на юго-востоке области) и Смоленско-Московской возвышенностями, и Днепровско-Деснинской геологической провинцией.
Представляет собой моренную равнину с волнистой и среднехолмистой поверхностью. Почвы серые или светло-серые. Рельеф средне-сильнорасчленённый. Максимальный перепад высот — 90 м.